# Каргалинська сільська рада
Каргали́нська сільська рада (рос. Каргалинский сельский совет) — муніципальне утворення у складі Благоварського району Башкортостану, Росія. Адміністративний центр — село Верхні Каргали.

## Населення
Населення — 702 особи (2019, 717 у 2010, 691 у 2002).

## Склад
До складу поселення входять такі населені пункти:
| Населений пункт         | Населення, осіб (2002) | Населення, осіб (2010) |
| ----------------------- | ---------------------- | ---------------------- |
| Верхні Каргали, село    | 183                    | 259                    |
| Каргалибаш, присілок    | 219                    | 199                    |
| Каргалитамак, присілок  | 92                     | 80                     |
| Нижні Каргали, присілок | 197                    | 179                    |